# Batee Dabai
Batee Dabai is een bestuurslaag in het regentschap Bireuen van de provincie Atjeh, Indonesië. Batee Dabai telt 487 inwoners (volkstelling 2010).